# Atílio Vivácqua
Atílio Vivácqua est une municipalité brésilienne située dans l'État de l'Espirito Santo.